# Синдром Клайнфельтера
Синдром Клайнфельтера — генетическое отклонение. Клиническая картина синдрома описана в 1942 году в работах Гарри Клайнфельтера и Фуллера Олбрайта. Генетической особенностью этого синдрома является разнообразие цитогенетических вариантов и их сочетаний (мозаицизм). Обнаружено несколько типов полисомии по хромосомам X и Y у лиц мужского пола: 47, XXY; 47, XYY; 48, XXXY; 48, XYYY; 48 XXYY;49 XXXXY; 49 XXXYY. Наиболее распространён синдром Клайнфельтера (47, XXY). Общая частота его колеблется в пределах 1 на 500—700 новорождённых мальчиков, что делает данный синдром первым по частоте встречаемости среди хромосомных болезней.

## Распространённость и этиология
Синдром Клайнфельтера является крайне распространённой патологией и встречается в мужской популяции с частотой 0,2 %. Таким образом, на каждые 500 новорождённых мальчиков приходится 1 ребёнок с данной патологией (для сравнения: врождённая дисфункция коры надпочечников — 1 случай на 10—25 тысяч новорождённых).
Синдром Клайнфельтера является не только самой частой формой мужского гипогонадизма, бесплодия, эректильной дисфункции, гинекомастии, но и одной из наиболее распространённых эндокринных патологий, занимая третье место после сахарного диабета и заболеваний щитовидной железы. Однако есть основания предполагать, что примерно у половины больных на протяжении всей жизни этот синдром остаётся нераспознанным и такие пациенты могут наблюдаться у врачей различных специальностей с осложнениями, связанными с отсутствием терапии основного заболевания, то есть проявлений и последствий гипогонадизма.
Нарушение числа хромосом обусловлено их нерасхождением либо при делении мейоза на ранней стадии развития зародышевых клеток, либо при митотическом делении клеток на начальных этапах развития эмбриона. Преобладает патология мейоза; в 2/3 случаев нерасхождение имеет место при материнском овогенезе и в 1/3 — при отцовском сперматогенезе.
Фактором риска возникновения синдрома Клайнфельтера является, по-видимому, возраст матери; связь с возрастом отца не установлена. В отличие от многих других анеуплоидий, синдром Клайнфельтера не повышает риск выкидыша и не является летальным фактором.

## Клинические проявления
Синдром Клайнфельтера обычно клинически проявляется лишь после полового созревания и поэтому диагностируется относительно поздно. Но тем не менее при внимательном подходе на разных этапах полового созревания можно заподозрить синдром Клайнфельтера, поскольку внешне такие пациенты имеют ряд характерных признаков.
До начала полового развития удаётся отметить только отдельные физические признаки: длинные ноги, высокая талия, высокий рост. Пик прибавки роста приходится на период между 5—8 годами и средний рост взрослых пациентов составляет приблизительно 179,2 + 6,2 см.
К началу полового созревания формируются характерные пропорции тела: больные часто оказываются выше сверстников, но в отличие от типичного евнухоидизма, размах рук у них редко превышает длину тела, ноги заметно длиннее туловища. Кроме того, некоторые дети с данным синдромом могут испытывать трудности в учёбе и в выражении своих мыслей.
В некоторых руководствах указывается, что у пациентов с синдромом Клайнфельтера отмечается несколько сниженный объём яичек до периода полового созревания. Это утверждение является неверным, поскольку до периода полового созревания объём яичек у всех мальчиков небольшой — менее 1 мл.
В подростковом возрасте синдром чаще всего проявляется увеличением грудных желез, хотя в некоторых случаях этот признак может и отсутствовать. У 60—75 % подростков пубертатного возраста также отмечается увеличение грудных желез — пубертатная гинекомастия, которая, однако, самостоятельно проходит в течение 2 лет, в то время как у пациентов с синдромом Клайнфельтера гинекомастия сохраняется на всю жизнь. Гинекомастия у пациентов с синдромом Клайнфельтера двусторонняя и, как правило, безболезненная. При данном заболевании существует более высокий риск рака грудных желёз.
Считается, что типичным проявлением синдрома Клайнфельтера является наличие маленьких плотных яичек. Данный признак является патогномоничным для данного заболевания, практически не встречается при других формах гипогонадизма, однако отмечается далеко не у всех пациентов с данным синдромом из-за частого сочетания с хромосомным мозаицизмом. Таким образом, отсутствие маленьких и плотных яичек не исключает наличия синдрома Клайнфельтера.
Возможность профилактики развития гинекомастии
Раннее начало применения гормональной терапии позволяет избежать или значительно уменьшить проявления гинекомастии, поэтому начинать терапию половыми гормонами стоит сразу при установлении диагноза. Если гинекомастия уже развилась, то, как правило, она имеет необратимый характер и, в отличие от пубертатной или возрастной гинекомастии, не поддаётся медикаментозному лечению. В случае наличия у пациента дискомфорта, обусловленного гинекомастией, необходимо проведение хирургической операции.
В постпубертатном периоде наиболее частой причиной обращения к врачу пациентов с синдромом Клайнфельтера является бесплодие и нарушение половой функции. У 10 % мужчин с азооспермией обнаруживается синдром Клайнфельтера.
Практически в 100 % случаев у пациентов с синдромом Клайнфельтера отмечается в той или иной степени выраженности андрогенный дефицит. Андрогенный дефицит развивается, как правило, после наступления полового созревания, поэтому у 60 % больных половой член имеет нормальные размеры. Степень вирилизации больных резко варьирует, но в большинстве случаев отмечается оволосение лобка по женскому типу, а также недостаточный рост волос на лице. После 25-летнего возраста примерно 70 % больных жалуются на ослабление полового влечения и потенции.
Из-за сниженной продукции андрогенов часто развиваются остеопороз и мышечная слабость. Нередко наблюдаются ожирение, нарушение толерантности к глюкозе и сахарный диабет 2-го типа.
У мужчин с синдромом Клайнфельтера частота аутоиммунных заболеваний значительно выше по сравнению со здоровыми. Имеются сообщения о повышенной частоте развития ревматоидного артрита, системной красной волчанки и других системных коллагенозов, аутоиммунных заболеваний щитовидной железы.

## Интеллектуальные и поведенческие особенности
У некоторых пациентов с синдромом Клайнфельтера снижен интеллект и ограничены вербальные и познавательные способности.
Коэффициент интеллекта (IQ) у таких пациентов широко варьирует от значений ниже среднего до намного превышающих среднее значение. Однако вербальный коэффициент обычно ниже познавательного. Лёгкая умственная отсталость при синдроме Клайнфельтера встречается в 25—50 % случаев, но иногда бывает и более тяжёлая степень.
Было отмечено, что нарушения физического и умственного развития пропорциональны увеличению числа Х-хромосом в кариотипе, при этом каждая дополнительная Х-хромосома ассоциирована со снижением IQ приблизительно на 14—15 баллов.
Несколько длительных исследований пациентов с синдромом Клайнфельтера (47, XXY) показали наличие у них тенденции к дефициту именно вербальных способностей, что очень часто вызывает трудности в выражении собственных мыслей, составлении сложных грамматических конструкций. Обычно первые трудности мальчики начинают испытывать в школьном возрасте, часто отстают от сверстников в учёбе, особенно по устным предметам.
Физические и психологические особенности приводят к отчуждению таких больных от сверстников. С этим, возможно, связано проявление у отдельных больных криминальных наклонностей.
Большинством исследователей пациенты с синдромом Клайнфельтера описываются как скромные, тихие, более чувствительные по сравнению со сверстниками.

## Сравнительная клиническая характеристика различных видов анеуплоидий

### 45,X/46,XY
При мозаицизме (46,XY/47,XXY) клинические симптомы выражены слабо, и отдельные больные могут сохранять, хотя и сниженную, способность к оплодотворению. Таким образом, при исследовании эякулята у пациентов с мозаицизмом могут обнаруживаться нормальные сперматозоиды, в отличие от немозаичных форм при генотипе 47XXY, или при более высокой степени анеуплоидий половых хромосом.

### 47, XXY
В большинстве случаев отмечается азооспермия или тяжёлая степень олигоспермии.

### 48, XXYY
Мужчины с кариотипом 48, XXYY отличаются более высоким ростом, обычно превышающим 182 см. Остальные клинические проявления ничем не отличаются от пациентов с кариотипом 47,XXY.
Что касается психологических особенностей, то обычно такие пациенты характеризуются как тихие и скромные, однако могут быть агрессивными и импульсивными.
В исследовании, сравнивающем 16 мужчин с кариотипом 48, XXYY с 9 мужчинами, имеющими кариотип 47,XXY в возрасте 5—20 лет, было отмечено, что первая группа мужчин имеет более низкий показатель IQ, особенно за счёт снижения вербального компонента (коэффициент IQ находится в диапазоне 60-80). Речь у таких больных обычно замедлена. Мужчины с кариотипом 48, XXYY также более склонны к агрессивному поведению и депрессиям по сравнению с мужчинами с кариотипом 47, XXY. К тому же у них отмечаются гораздо более низкие адаптивные возможности в социальной среде.

### 48, XXXY
Мужчины с кариотипом 48, XXXY могут иметь как высокий, так и средний рост. Часто отмечаются такие аномалии, как глазной гипертелоризм, плоская переносица, лучелоктевой синостоз, клинодактилия пятого пальца. Коэффициент интеллекта обычно находится в пределах 40—60, речь таких больных значительно замедлена. В поведении отмечается выраженный инфантилизм, который совместим с уровнем IQ. Таких мужчин обычно описывают как пассивных и не особенно агрессивных.

### 49, XXXXY
Пациенты с кариотипом 49, XXXXY имеют более выраженные нарушения физического и умственного развития. Они проявляются микроцефалией, глазным гипертелоризмом, плоской переносицей, узкими глазными щелями.
Рост таких больных обычно низкий. Они могут также иметь
расщеплённый нёбный язычок, волчью пасть, пороки сердца (в том числе открытый ductus arteriosus), лучелоктевой синостоз, вальгусное искривление коленных суставов, деформацию стоп, клинодактилию пятого пальца. Объём яичек, а также размер полового члена у таких пациентов маленькие. IQ снижен и находится в пределах 20 — 60. Их обычно описывают как скромных и дружелюбных, со случайными приступами раздражительности и вспышками гнева. Они имеют трудности в адаптации к изменяющимся условиям социальной среды.

## Возможность получения потомства
Ранее считалось, что пациенты с синдромом Клайнфельтера бесплодны и возможности к размножению у них нет. В настоящее время данная концепция пересмотрена, в связи с внедрением новых методов экстракорпорального оплодотворения (в частности ИКСИ) и появлением данных о возможности присутствия зародышевых клеток в яичках больных с синдромом Клайнфельтера, что определило попытки применения при этом метода искусственного оплодотворения с забором генетического материала непосредственно из яичка. В отдельных случаях сперматозоиды действительно были получены путём биопсии яичка, причём даже у пациентов с азооспермией. Полученные таким образом сперматозоиды были использованы для оплодотворения яйцеклеток, что привело к получению потомства. При этом описано рождение здоровых детей, зачатых таким образом. На данный момент возможно использование методики преимплантационной генетической диагностики (ПГД) для выбора эмбрионов с нормальным набором хромосом до эмбриотрансфера.

## Гормональная терапия
Поскольку более чем у 90 % пациентов с синдромом Клайнфельтера отмечается гипогонадизм, они нуждаются в пожизненной заместительной терапии препаратами тестостерона. Заместительную терапию следует начинать как можно раньше, чтобы предотвратить появление симптомов и последствий андрогенной недостаточности. Как показано, в частности, Nielsen и сотр., ранняя заместительная терапия тестостероном не только снимает такие симптомы, как анемия, остеопороз, мышечная слабость и нарушение половой функции, но и способствует социальной адаптации больных и их интеграции в общественную жизнь. При синдроме Клайнфельтера лучше использовать препараты тестостерона длительного действия. Гормональная терапия устраняет все клинические проявления гипогонадизма, кроме бесплодия и не приводит к исчезновению гинекомастии. Если это состояние беспокоит больного, можно прибегнуть к мастэктомии, выполняемой опытным специалистом в клинике пластической хирургии.

## Тактика общения с пациентами и их родителями
Важным аспектом ведения пациентов с синдромом Клайнфельтера является общение как с самими пациентами, так и с их родителями. Можно определить основные два направления в решении вопросов, возникающих при таком общении. Во-первых, как правильно информировать родителей пациентов о наличии у ребёнка синдрома Клайнфельтера и чему стоит уделить особое внимание. И во-вторых, необходимость полного информирования самих пациентов об этом синдроме и возможных его последствиях.
Необходимым условием для общения с пациентами и их родителями является, в первую очередь, правильная осведомленность врача о данном синдроме, другими словами, компетентность врача в данном вопросе.
Во многих странах синдром Клайнфельтера часто диагностируется ещё до рождения ребёнка, так как многие женщины позднего детородного возраста, в связи с высоким риском генетических дефектов у будущего потомства, используют пренатальную генетическую диагностику плода. Нередко пренатальное выявление синдрома Клайнфельтера является поводом для прерывания беременности, в том числе и по рекомендации врачей.
В России крайне редко проводится анализ кариотипа будущего ребёнка. Поэтому диагноз, как правило, устанавливается уже после рождения, а точнее в постпубертатном возрасте, когда начинают проявляться симптомы гипогонадизма, и именно в этот период отмечается наиболее частая обращаемость пациентов и их родителей к специалистам.

## Известные люди
- Педро Спаяри — бразильский пловец
- Вероника Ренар — голландская писательница и художница
- Флориан-Айала Фауна — американская художница, музыкант, поэтесса и музыкальный продюсер[23]
- Алекс Макфарлейн — первый человек, получивший свидетельство о рождении и паспорта с неопределенным гендерным маркером[24]
- Виджаяраджамаллика — индийская писательница
- Кимбер Джеймс — американская порноактриса[25][26]
- Бобби Лонг — американский серийный убийца[27]